# Zebrias zebra
Zebrias zebra és un peix teleosti de la família dels soleids i de l'ordre dels pleuronectiformes que es troba des de les costes de Tailàndia fins al sud del Japó, les Filipines, Borneo i Indonèsia.